# Cementerio Saint-Pierre (Marsella)
El cementerio de Saint-Pierre es el cementerio más grande de la ciudad de Marsella.

## Personalidades enterradas en el cementerio Saint-Pierre

### Artistas

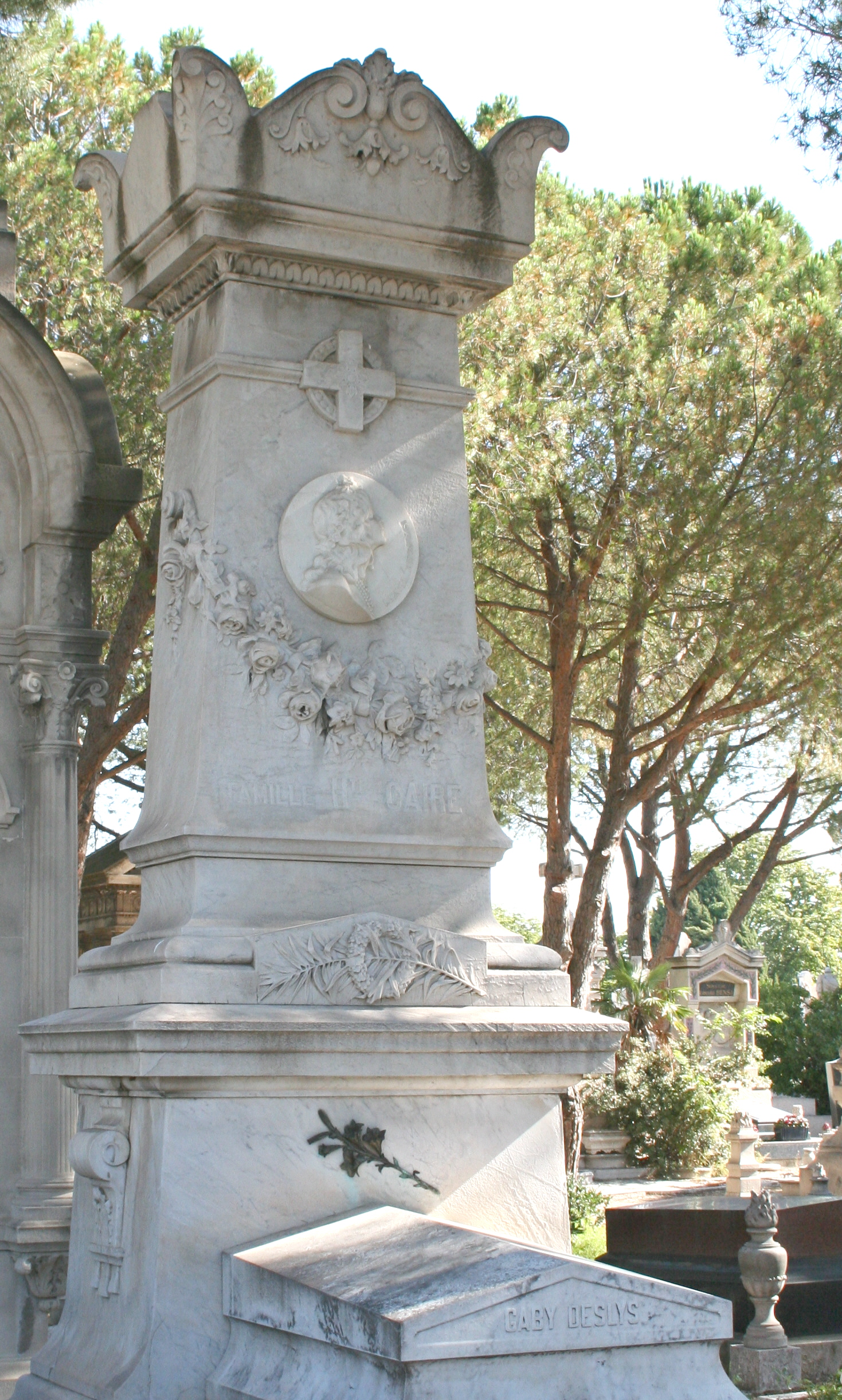
Tumba de la cantante Gaby Deslys

- Antonin Artaud (1896-1948), dramaturgo
- Léo Nègre (1906-1998), cantante
- Edmond Rostand (1868-1918), dramaturgo, autor de Cyrano de Bergerac
- Vincent Scotto (1874-1952), compositor de operetas
- Henri Verneuil (1920-2002), cineasta
- Rellys (1905-1991), actor
- Gaby Deslys (1881-1920), cantante
- Berthe Sylva (1885-1941), cantante
- Ernest Reyer (1823-1909), compositor
- Émile Loubon (1809-1863), pintor
- Jacques Ertaud (1924-1995), cineasta
- Pierre Ambrogiani (1906-1985), pintor
- Valère Bernard (1860-1936), pintor
- Charles Camoin (1879-1965), pintor
- Paul Gondard (1884-1953), escultor
- Henri Christiné (1867-1941), compositor de operetas
- Andrée Turcy (1891-1974), actriz
- Élie-Jean Vézien (1890-1982), escultor
- Auguste Vimar (1851-1916), ilustrador
- André Roussin (1911-1987), dramaturgo
- Constant Roux (1869-1942), escultor
- Antoine Sartorio (1885-1988), escultor
- Louis Ducreux (1911-1992), cineasta
- Antoine Ferrari (1910-1995), pintor
- Milly Mathis (1901-1965), actriz
- Alida Rouffe (1874-1949), actriz
- René Sarvil (1901-1975), actor
- Gabriel Signoret (1878-1937), actor
- Adolphe Joseph Thomas Monticelli (1824-1886), pintor
- Alphonse Moutte (1840-1913), pintor
- Dominique Piazza (1860-1941), ilustrador
- Louis Rouffe (1849-1885), mimo

### Industriales y hombres de negocios

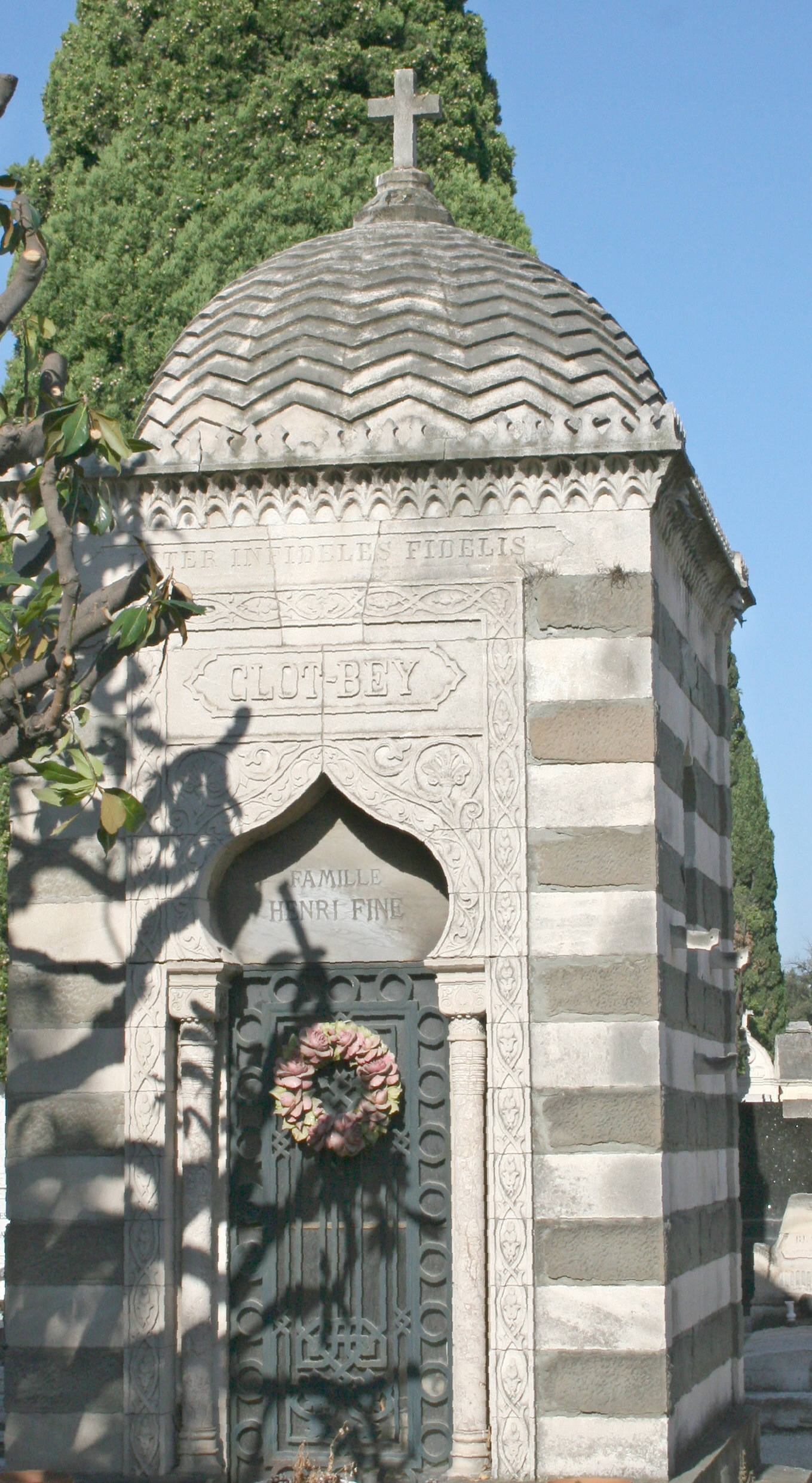
tumba de Clot-bey

- Gaétan Picon, que creó el aperitivo Picon
- Louis Noilly y Claudius Prat, que crearon la Noilly Prat
- Jules Charles-Roux (1841-1918), industrial y mecenas
- Gustave Desplaces (1820-1869), ingeniero
- Pascal Coste (1787-1879), arquitecto
- Nicolas Paquet (1831-1909), armador
- Michel-Robert Penchaud (1772-1833), arquitecto

### Personalidades políticas y militares
- Gaston Defferre (1910-1986), antiguo Ministro del Interior, candidato a las Eleccionespresidenciales de Francia (1969) y alcalde de Marsella
- Émile Muselier (1882-1965), almirante y miembro de la Resistencia
- François Charles-Roux (1879-1961), diplomático
- Alphonse Esquiros (1812-1876), poeta y político
- Joseph Thierry (1857-1918), político
- Albert Littolff (1911-1943), aviadorr de la fuerza aérea
- Germaine Poinso-Chapuis (1901-1981), personalidad política

### Eruditos, hombres de letras, científicos
- Eugène Rostand (1843-1915), economista, padre del dramaturgo Edmond Rostand
- Joseph Héliodore Garcin de Tassy (1794-1878), orientalista
- Antoine Clot (1793-1868), médico y mecenas del siglo XIX
- Aimé Olivier de Sanderval (1840-1919), explorador
- Antoine-Fortuné Marion (1846-1900), naturalista
- Jacques de Morgan (1857-1924), explorador

### Deportistas
- Gunnar Andersson (1928-1969), futbolista
- Raymond Grassi (1930-1953), boxeador
- Luc Borrelli (1965-1999), futbolista
- Jean Bouin (1888-1914), corredor de fondo
- Gustave Ganay (1892-1926), ciclista
- Henri Rougier (1876-1956), ciclista y automovilista